# Chiesa di Santa Maria Concetta
La chiesa di Santa Maria Concetta, nota anche con il titolo di duomo, è la parrocchiale di Eraclea, in città metropolitana e patriarcato di Venezia; fa parte del vicariato di Eraclea.

## Storia
Nel XVIII secolo il nobile Almorò Giustiniani Lolin acquisì dalla Repubblica di Venezia dei territori, alcuni dei quali paludosi, sulla riva sinistra della Piave Nuova; egli vi fondò una cappella dedicata all'Immacolata e al Rosario, attorno alla quale sorse poi il paese.
Questo luogo di culto fu eretto a parrocchiale nel 1728; alcuni anni dopo, il 15 maggio 1737 ricevette in visita il vescovo di Torcello Vincenzo Maria Diedo, il quale trovò che i fedeli ammontavano a 535.
Tra il 1917 e il 1918, con lo spostamento del fronte nella zona del Piave, la chiesa fu distrutta durante le operazioni belliche; nel dopoguerra si decise allora di riedificarla. La prima pietra della nuova parrocchiale neoromanica venne posta nel gennaio del 1920; la struttura, disegnata dall'architetto Giuseppe Berti, fu consacrata il 10 maggio 1930 dal patriarca di Venezia Pietro La Fontaine.
Nel 1970, in ossequio alle norme postconciliari, fu realizzato il nuovo altare rivolto verso l'assemblea.
Nella cappella a sinistra del presbiterio è conservato il corpo di San Magno di Oderzo, considerato tradizionalmente il primo vescovo della diocesi di Eraclea.

## Descrizione

### Esterno
La facciata a salienti della chiesa, rivolta a sudovest, è composta da tre corpi; quello centrale è caratterizzato da un portichetto rientrante che si apre su tre archi a tutto sesto e dal rosone affiancato da due alte finestre, mentre le due ali laterali presentano due finestre; sotto le linee degli spioventi corre una fila di archetti pensili.
Le campane sono alloggiate in un campaniletto a vela posizionato sul lato sinistro della parrocchiale.

### Interno
L'interno dell'edificio si compone di tre navate, separate da colonne terminanti con capitelli d'ordine composito, con disegni floreali e pulvini, e sorreggenti degli archi a tutto sesto; al termine dell'aula si sviluppa il presbiterio, rialzato di alcuni gradini, ospitante l'altare maggiore e chiuso dall'abside semicircolare.

## Galleria d'immagini

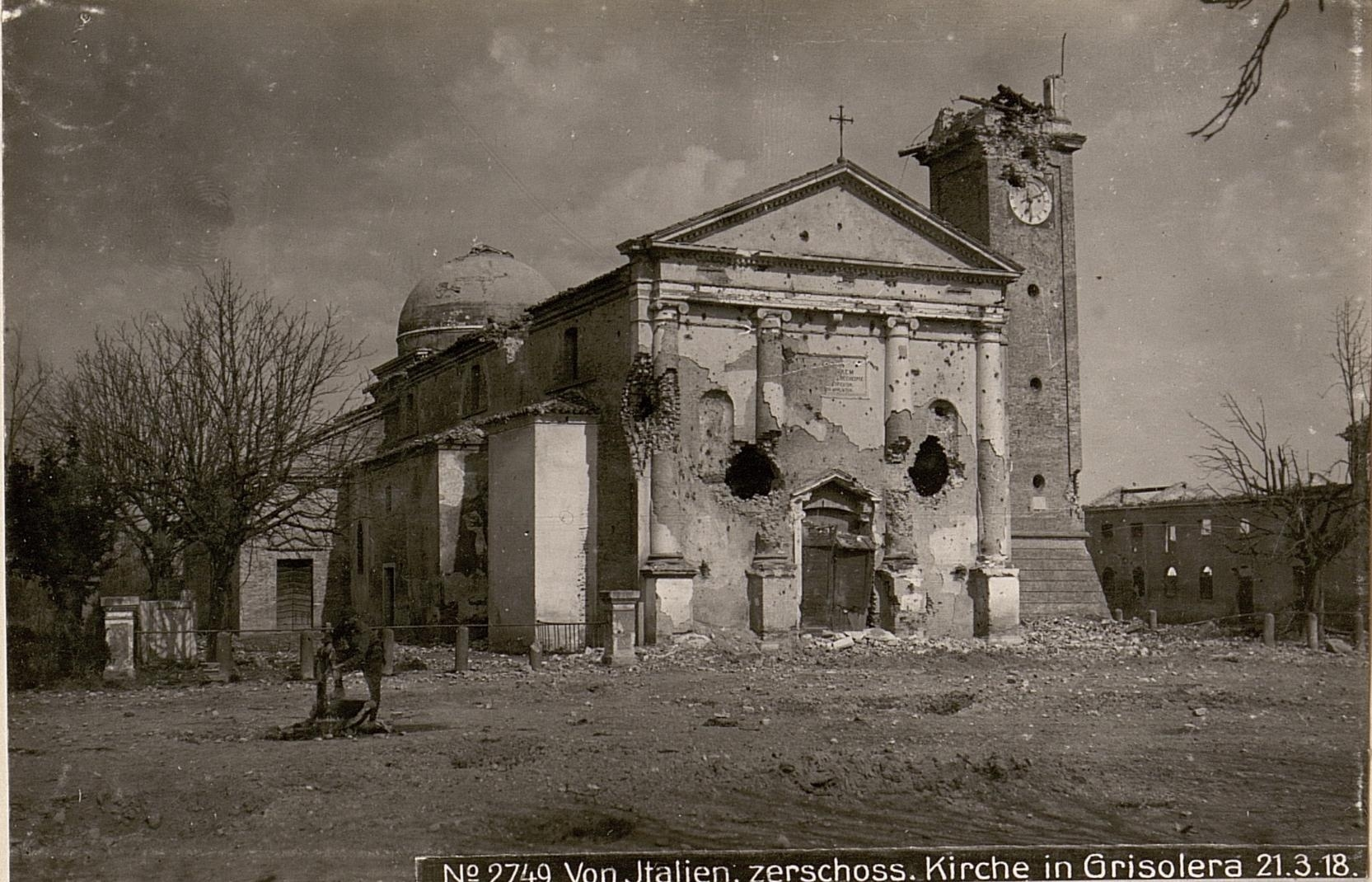
La vecchia chiesa di Grisolera, distrutta durante la prima guerra mondiale